# Imre Rapp
Imre Rapp (15 de setembro de 1937 - 3 de junho de 2015) foi um futebolista profissional húngaro que atuava como goleiro.

## Carreira
Imre Rapp fez parte do elenco da Seleção Húngara de Futebol, a Euro de 1976.
Ele foi medalhista de prata em Munique 1972